# 索罗乡
索罗乡，是中华人民共和国甘肃省平凉市崆峒区下辖的一个乡镇级行政单位。

## 行政区划
索罗乡下辖以下地区：
王岭村、涧边村、西李村、汝林村、东白村、董洼村、张树村、胡洼村、庙后村和姚王村。